# Žiar (Banská Bystrica)
|  | No s'ha de confondre amb Žiar (Žilina). |

Žiar és un poble i municipi d'Eslovàquia que es troba a la regió de Banská Bystrica.

## Història
La primera menció escrita de la vila es remunta al 1324.

## Demografia
| Godina             | 1994 | 2004    | 2014   | 2024    |
| ------------------ | ---- | ------- | ------ | ------- |
| Nombre de persones | 179  | 150     | 148    | 110     |
| Diferència         |      | −16,20% | −1,33% | −25,67% |

| Godina             | 2023 | 2024   |
| ------------------ | ---- | ------ |
| Nombre de persones | 101  | 110    |
| Diferència         |      | +8,91% |